# مسجد مس سر
مسجد مس سر مربوط به دوره سلجوقیان - دوره ایلخانی است و در دلیجان، میدان مدرس واقع شده و این اثر در تاریخ ۲۸ شهریور ۱۳۸۶ با شمارهٔ ثبت ۱۹۶۸۴ به‌عنوان یکی از آثار ملی ایران به ثبت رسیده است.